# Nicaraguas damlandslag i fotboll
Nicaraguas damlandslag i fotboll representerar Nicaragua i fotboll på damsidan. Dess förbund är Federación Nicaragüense de Fútbol.

## Förbundskaptener
- Henry Alvarado (2007-februari 2011)
- Oscar Blanco (mars 2011-juni 2011)
- Ederlei Aparecido Pereira Pedroso (juni 2011-juni 2013)
- Jeniffer Fernandez (juni 2013-oktober 2014) Första kvinnan som utsetts till förbundskapten för landslaget.[2]
- Antonio Macias (oktober 2014-idag)